# Amata celebesa
Amata celebesa är en fjärilsart som beskrevs av Walker 1864. Amata celebesa ingår i släktet Amata och familjen björnspinnare. Inga underarter finns listade i Catalogue of Life.